# مايك سوليفان (محامي)
مايك سوليفان (بالإنجليزية: Mike Sullivan)‏ هو دبلوماسي ومحامي أمريكي، ولد في 22 سبتمبر 1939 في أوماها في الولايات المتحدة.

## وصلات خارجية
- مايك سوليفان على موقع إن إن دي بي (الإنجليزية)